# Nageri (Munte)
Nageri is een bestuurslaag in het regentschap Karo van de provincie Noord-Sumatra, Indonesië. Nageri telt 458 inwoners (volkstelling 2010).